# Football Club Le Mont Lausanne 2014-2015
Questa voce raccoglie le informazioni riguardanti il Football Club Le Mont Lausanne nelle competizioni ufficiali della stagione 2014-2015.

## Stagione
Nella stagione 2014-2015 il Le Mont, allenato da Claude Gross, concluse il campionato di Challenge League al 7º posto. In Coppa Svizzera il Le Mont fu eliminato al secondo turno dal San Gallo.

## Rosa
| N. |                       | Ruolo | Calciatore       |
| -- | --------------------- | ----- | ---------------- |
| 1  | Angola (bandiera)     | P     | Signori Antonio  |
| 6  | Algeria (bandiera)    | A     | Yacine Si Salem  |
| 7  | Portogallo (bandiera) | D     | Gilberto Reis    |
| 8  | Senegal (bandiera)    | C     | Leyti N'Diaye    |
| 10 | Serbia (bandiera)     | C     | Sehar Fejzulahi  |
| 12 | Serbia (bandiera)     | A     | Bojan Dubajić    |
| 13 | Camerun (bandiera)    | A     | Jordan Otomo     |
| 16 | Svizzera (bandiera)   | D     | Nicolas Gétaz    |
| 17 | Kosovo (bandiera)     | C     | Benjamin Kololli |
| 18 | Francia (bandiera)    | P     | Maxime Brenet    |
| 20 | Svizzera (bandiera)   | C     | Adrián Alvarez   |
| 21 | Francia (bandiera)    | D     | N'Diasse N'Diaye |

| N. |                               | Ruolo | Calciatore         |
| -- | ----------------------------- | ----- | ------------------ |
| 23 | Svizzera (bandiera)           | C     | Florian Berisha    |
| 24 | Svizzera (bandiera)           | C     | Fabrizio Zambrella |
| 26 | Svizzera (bandiera)           | C     | Aurélien Chappuis  |
| 27 | Svizzera (bandiera)           | D     | Numa Lavanchy      |
| 28 | Francia (bandiera)            | D     | Ibrahim Tall       |
| 30 | Svizzera (bandiera)           | P     | Johnny Leoni       |
| 45 | Svizzera (bandiera)           | C     | Musa Araz          |
| 58 | Francia (bandiera)            | D     | Jérôme Martin      |
| 88 | Svizzera (bandiera)           | C     | Hélios Sessolo     |
| 90 | Macedonia del Nord (bandiera) | A     | Orhan Mustafi      |
| 96 | Rep. del Congo (bandiera)     | P     | Benny Maboso       |

## Organigramma societario
Area tecnica
- Allenatore: Claude Gross
- Allenatore in seconda: John Dragani
- Preparatore dei portieri:
- Preparatori atletici:

## Calciomercato

### Sessione estiva
| Acquisti | Acquisti          | Acquisti      | Acquisti |
| R.       | Nome              | da            | Modalità |
| -------- | ----------------- | ------------- | -------- |
| A        | Yacine Si Salem   | JS Kabylie    |          |
| C        | Sehar Fejzulahi   | Sciaffusa     |          |
| C        | Benjamin Kololli  | Sion          |          |
| C        | Adrián Alvarez    | Echallens     |          |
| P        | Signori Antonio   | Losanna       |          |
| C        | Musa Araz         | Basilea       |          |
| C        | Florian Berisha   | Chiasso       |          |
| C        | Aurélien Chappuis | Basilea II    |          |
| A        | Miguel Kamba      | Servette U-21 |          |
| A        | Franck Madou      | ES Sétif      |          |
| C        | Evan Melo         | Bulle         |          |
| A        | Jordi Nsiala      | Zurigo II     |          |
| D        | Agonit Sallaj     | Bulle         |          |

| Cessioni | Cessioni           | Cessioni             | Cessioni |
| R.       | Nome               | a                    | Modalità |
| -------- | ------------------ | -------------------- | -------- |
| C        | Michele Morganella | Azzurri 90           |          |
| A        | Jordi Nsiala       | Zurigo II            |          |
| C        | Sid-Ahmed Bouziane | Köniz                |          |
| C        | Ahmed Mejri        | Azzurri 90           |          |
| D        | Marlon Baluzeyi    | Azzurri 90           |          |
| P        | Dany Da Silva      | Sion                 |          |
| C        | Aziz Demiri        | Yverdon              |          |
| C        | Florian Gudit      | Stade Lausanne-Ouchy |          |
| D        | David Kilinc       | Elazığspor           |          |
| A        | Mobulu M'Futi      | Azzurri 90           |          |
| C        | Ridge Mobulu       | Lucerna              |          |
| C        | Velibor Simić      | Locarno              |          |

### Sessione invernale
| Acquisti | Acquisti       | Acquisti      | Acquisti |
| R.       | Nome           | da            | Modalità |
| -------- | -------------- | ------------- | -------- |
| A        | Jordan Otomo   | Aarau         |          |
| A        | Bojan Dubajić  | Lugano        |          |
| C        | Hélios Sessolo | Young Boys II |          |
| D        | Numa Lavanchy  | Losanna       |          |

| Cessioni | Cessioni       | Cessioni             | Cessioni |
| R.       | Nome           | a                    | Modalità |
| -------- | -------------- | -------------------- | -------- |
| C        | Evan Melo      | Breitenrain          |          |
| C        | Marco Gabriele | Yverdon              |          |
| D        | Agonit Sallaj  | Neuchâtel Xamax      |          |
| A        | Ange N'Silu    | Yverdon              |          |
| A        | Franck Madou   | Étoile FC            |          |
| D        | Fabio Rego     | Stade Lausanne-Ouchy |          |

## Risultati

### Challenge League

#### Prima fase, girone di andata
| Arbitro: | Superczynski |

|                      |           |             |
| Regazzoni 90’ (rig.) | Marcatori | 11’ Alvarez |

| Arbitro: | Fähndrich |

|            |           |                                 |
| N'Silu 23’ | Marcatori | 11’, 59’, 77’ Tadić 35’ Mariani |

| Arbitro: | Klossner |

|          |           |              |
| Ianu 77’ | Marcatori | 57’ Bouziane |

| Baulmes 10 agosto 2014, ore 15:00 CEST 4ª giornata | Le Mont      | 0 – 0 referto | Lugano | Stadio Sous-Ville (450 spett.)\| Arbitro: \| Superczynski \| |
| Arbitro:                                           | Superczynski |               |        |                                                              |

| Arbitro: | Gut |

|                                                      |           |                    |
| Stillhart 13’ Lombardi 18’ Tabaković 74’ Vásquez 82’ | Marcatori | 46’ Madou 84’ Tall |

| Arbitro: | Tschudi |

|              |           |  |
| Bouziane 17’ | Marcatori |  |

| Arbitro: | Hänni |

|  |           |                |
|  | Marcatori | 32’ Vonlanthen |

| Arbitro: | Jancevski |

|                        |           |  |
| Paiva 16’ Foschini 41’ | Marcatori |  |

| Wohlen 24 settembre 2014, ore 19:45 CEST 9ª giornata | Wohlen  | 0 – 0 referto | Le Mont | Stadion Niedermatten (1 130 spett.)\| Arbitro: \| Staubli \| |
| Arbitro:                                             | Staubli |               |         |                                                              |

#### Prima fase, girone di ritorno
| Arbitro: | Huwiler |

|  |           |               |
|  | Marcatori | 71’ Regazzoni |

| Arbitro: | Pache |

|                    |           |  |
| Roux 15’ Mfuyi 43’ | Marcatori |  |

| Arbitro: | Gut |

|                       |           |                         |
| Mustafi 27’, 58’, 78’ | Marcatori | 49’ Çiçek 70’ Tighazoui |

| Arbitro: | San |

|               |           |                  |
| Fejzulahi 15’ | Marcatori | 78’ Hochstrasser |

| Arbitro: | Klossner |

|                 |           |                                  |
| Facchinetti 45’ | Marcatori | 48’ Fejzulahi 66’ (rig.) Mustafi |

| Arbitro: | Schnyder |

|             |           |  |
| Morello 87’ | Marcatori |  |

| Arbitro: | San |

|                       |           |                  |
| Gétaz 65’ Alvarez 85’ | Marcatori | 17’, 38’ Vásquez |

| Arbitro: | Superczynski |

|  |           |                     |
|  | Marcatori | 7’ Ramizi 9’ Bühler |

| Arbitro: | Erlachner |

|                                        |           |             |
| Cortelezzi 81’, 90’ (rig.) Malvino 83’ | Marcatori | 61’ Kololli |

#### Seconda fase, girone di andata
| Arbitro: | Erlachner |

|                           |           |             |
| Foschini 36’ Krasniqi 88’ | Marcatori | 82’ Sessolo |

| Arbitro: | Tschudi |

|                           |           |            |
| Muslin 27’ Fazli 59’, 90’ | Marcatori | 9’ Kololli |

| Arbitro: | Gut |

|            |           |  |
| Dupuis 78’ | Marcatori |  |

| Arbitro: | Superczynski |

|  |           |                                                    |
|  | Marcatori | 17’ (rig.) Brahimi 30’ Schultz 80’ Ramizi 90’ Rapp |

| Arbitro: | Fähndrich |

|                                         |           |  |
| Josipovic 56’ Sabbatini 57’ Melazzi 90’ | Marcatori |  |

| Arbitro: | Gut |

|                                |           |                      |
| Zambrella 16’ Frick 90’ (aut.) | Marcatori | 49’ Besnard 65’ Roux |

| Arbitro: | Erlachner |

|  |           |                                  |
|  | Marcatori | 71’ Fejzulahi 74’ (rig.) Kololli |

| Arbitro: | Bieri |

|  |           |                                            |
|  | Marcatori | 27’ (rig.) Mustafi 51’ Kololli 64’ Dubajić |

| Arbitro: | Superczynski |

|  |           |                                   |
|  | Marcatori | 30’ Caetano 83’ Tadić 90’ Neitzke |

#### Seconda fase, girone di ritorno
| Arbitro: | Gut |

|  |           |             |
|  | Marcatori | 56’ Kololli |

| Arbitro: | Ovcharov |

|                    |           |           |
| Mustafi 67’ (rig.) | Marcatori | 65’ Elmer |

| Arbitro: | Schnyder |

|                                                    |           |  |
| Matri 42’ (aut.) Gétaz 47’ Dubajić 53’ Kololli 64’ | Marcatori |  |

| Arbitro: | Tschudi |

|                                   |           |                       |
| Gétaz 53’ Mustafi 61’ N'Diaye 75’ | Marcatori | 16’ Bašić 82’ Guarino |

| Arbitro: | Fähndrich |

|             |           |                                             |
| Dubajić 34’ | Marcatori | 14’ (rig.) Bengondo 77’ Tighazoui 90’ Çiçek |

| Arbitro: | Schnyder |

|           |           |          |
| Tadić 32’ | Marcatori | 46’ Araz |

| Arbitro: | Ovcharov |

|                         |           |             |
| Dubajić 31’ Sessolo 51’ | Marcatori | 74’ Marazzi |

| Arbitro: | Schärer |

|            |           |                                  |
| Kamber 90’ | Marcatori | 19’ Fejzulahi 44’ (rig.) Mustafi |

| Arbitro: | Bieri |

|  |           |             |
|  | Marcatori | 11’ Hassell |

### Coppa Svizzera
| 23 agosto 2014, ore 17:00 CEST Primo turno | Rothrist | 0 – 1 | Le Mont |  |

| 21 settembre 2014, ore 15:30 CEST Secondo turno | Le Mont | 1 – 2 | San Gallo |  |

## Statistiche

### Statistiche di squadra
| Competizione     | Punti | In casa | In casa | In casa | In casa | In casa | In casa | In trasferta | In trasferta | In trasferta | In trasferta | In trasferta | In trasferta | Totale | Totale | Totale | Totale | Totale | Totale | DR  |
| Competizione     | Punti | G       | V       | N       | P       | Gf      | Gs      | G            | V            | N            | P            | Gf           | Gs           | G      | V      | N      | P      | Gf     | Gs     | DR  |
| ---------------- | ----- | ------- | ------- | ------- | ------- | ------- | ------- | ------------ | ------------ | ------------ | ------------ | ------------ | ------------ | ------ | ------ | ------ | ------ | ------ | ------ | --- |
| Challenge League | 39    | 18      | 5       | 5       | 8       | 21      | 30      | 18           | 5            | 4            | 9            | 18           | 26           | 36     | 10     | 9      | 17     | 39     | 56     | -17 |
| Coppa Svizzera   | -     | 1       | 0       | 0       | 1       | 1       | 2       | 1            | 1            | 0            | 0            | 1            | 0            | 2      | 1      | 0      | 1      | 2      | 2      | 0   |
| Totale           | 39    | 19      | 5       | 5       | 9       | 22      | 32      | 19           | 6            | 4            | 9            | 19           | 26           | 38     | 11     | 9      | 18     | 41     | 58     | -17 |

### Andamento in campionato
| Giornata  | 1 | 2 | 3 | 4 | 5 | 6 | 7 | 8 | 9 | 10 | 11 | 12 | 13 | 14 | 15 | 16 | 17 | 18 | 19 | 20 | 21 | 22 | 23 | 24 | 25 | 26 | 27 | 28 | 29 | 30 | 31 | 32 | 33 | 34 | 35 | 36 |
| --------- | - | - | - | - | - | - | - | - | - | -- | -- | -- | -- | -- | -- | -- | -- | -- | -- | -- | -- | -- | -- | -- | -- | -- | -- | -- | -- | -- | -- | -- | -- | -- | -- | -- |
| Luogo     | T | C | T | C | T | C | C | T | T | C  | T  | C  | C  | T  | T  | C  | C  | T  | T  | T  | T  | C  | T  | C  | T  | T  | C  | T  | C  | C  | C  | C  | T  | C  | T  | C  |
| Risultato | N | P | N | N | P | V | P | P | N | P  | P  | V  | N  | V  | P  | N  | P  | P  | P  | P  | P  | P  | P  | N  | V  | V  | P  | V  | N  | V  | V  | P  | N  | V  | V  | P  |
| Posizione | 4 | 8 | 9 | 8 | 9 | 8 | 8 | 9 | 9 | 9  | 9  | 9  | 9  | 9  | 9  | 9  | 9  | 9  | 9  | 10 | 10 | 10 | 10 | 10 | 10 | 10 | 10 | 10 | 10 | 9  | 8  | 9  | 9  | 7  | 7  | 7  |

Legenda:

Luogo: C = Casa; T = Trasferta. Risultato: V = Vittoria; N = Pareggio; P = Sconfitta.

### Statistiche dei giocatori
| A. Alvarez    | 19 | 2 | 1  | 0 |
| S. Antonio    | 8  | 0 | 1  | 0 |
| M. Araz       | 26 | 1 | 10 | 1 |
| F. Berisha    | 35 | 0 | 7  | 0 |
| S. Bouziane   | 6  | 2 | 0  | 0 |
| M. Brenet     | 16 | 0 | 0  | 0 |
| A. Chappuis   | 24 | 0 | 8  | 0 |
| B. Dubajić    | 16 | 4 | 1  | 0 |
| S. Fejzulahi  | 26 | 4 | 2  | 0 |
| M. Gabriele   | 11 | 0 | 4  | 0 |
| N. Gétaz      | 32 | 3 | 3  | 2 |
| M. Kamba      | 2  | 0 | 0  | 0 |
| B. Kololli    | 28 | 6 | 1  | 0 |
| N. Lavanchy   | 18 | 0 | 1  | 0 |
| J. Leoni      | 12 | 0 | 1  | 0 |
| B. Maboso     | 0  | 0 | 0  | 0 |
| F. Madou      | 12 | 1 | 0  | 0 |
| J. Martin     | 10 | 0 | 1  | 0 |
| A. Mejri      | 0  | 0 | 0  | 0 |
| E. Melo       | 7  | 0 | 0  | 0 |
| M. Morganella | 2  | 0 | 1  | 0 |
| O. Mustafi    | 21 | 8 | 3  | 0 |
| L. N'Diaye    | 17 | 0 | 2  | 1 |
| N. N'Diaye    | 24 | 1 | 7  | 2 |
| A. N'Silu     | 6  | 1 | 0  | 0 |
| J. Nsiala     | 3  | 0 | 0  | 0 |
| J. Otomo      | 2  | 0 | 0  | 0 |
| F. Rego       | 5  | 0 | 0  | 0 |
| G. Reis       | 29 | 0 | 10 | 1 |
| Y. Salem      | 14 | 0 | 0  | 0 |
| A. Sallaj     | 5  | 0 | 0  | 0 |
| H. Sessolo    | 11 | 2 | 1  | 0 |
| I. Tall       | 32 | 1 | 7  | 2 |
| F. Zambrella  | 11 | 1 | 5  | 0 |